# Ommastrephidae
Famille
Les calmars volants ou ommastrephidés (Ommastrephidae) forment une famille de calmars (céphalopodes décapodes).

## Liste des taxons subordonnés
Selon World Register of Marine Species (17 février 2016) :
- sous-famille Illicinae Pfeffer, 1912
  - genre Illex Steenstrup, 1880
- sous-famille Ommastrephinae Posselt, 1891
  - genre Dosidicus Steenstrup, 1857
  - genre Eucleoteuthis Berry, 1916    
  - genre Hyaloteuthis Gray, 1849    
  - genre Ommastrephes D'Orbigny, 1834 in 1834-1847  
  - genre Ornithoteuthis Okada, 1927   
  - genre Sthenoteuthis Verrill, 1880 in 1879-1880
- sous-famille Todarodinae Adam, 1960
  - genre Martialia Rochebrune et Mabille, 1889  
  - genre Nototodarus Pfeffer, 1912   
  - genre Todarodes Steenstrup, 1880    
  - genre Todaropsis Girard, 1890

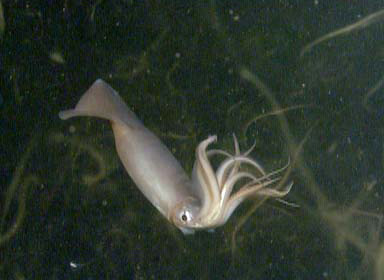
Encornet géant (Dosidicus gigas)
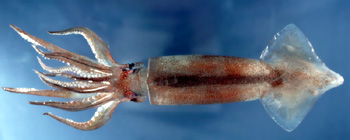
Illex illecebrosus
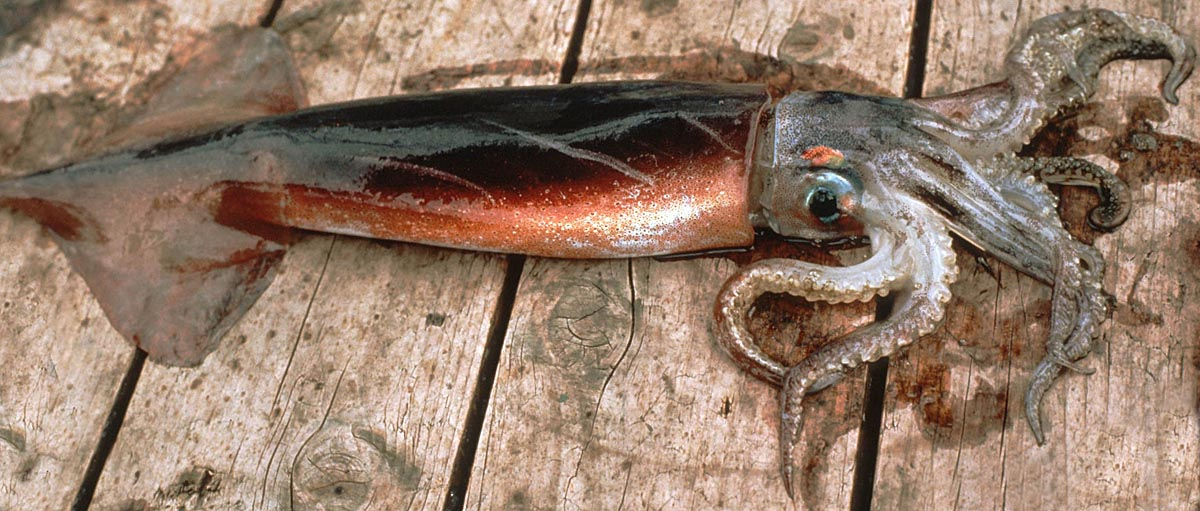
Martialia hyadesii
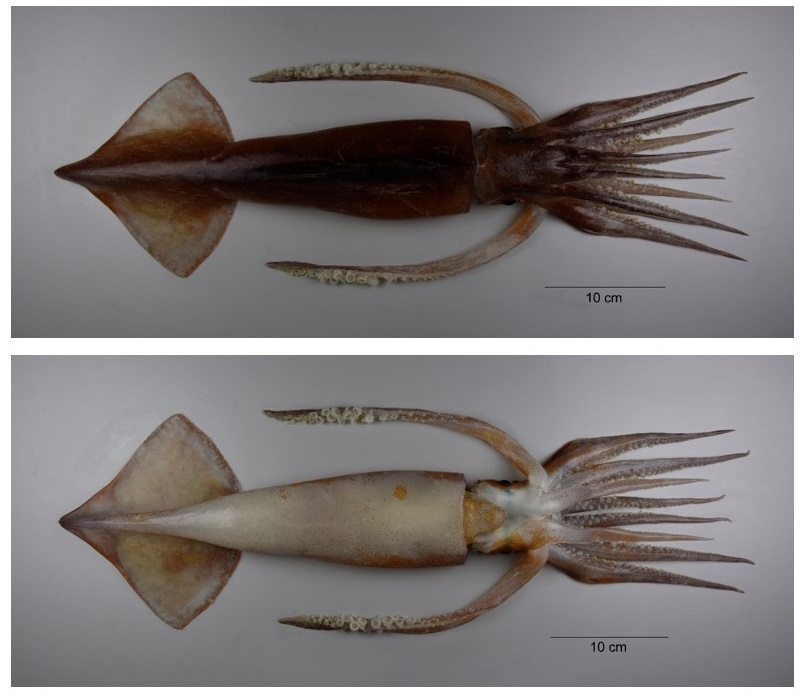
Nototodarus sloanii
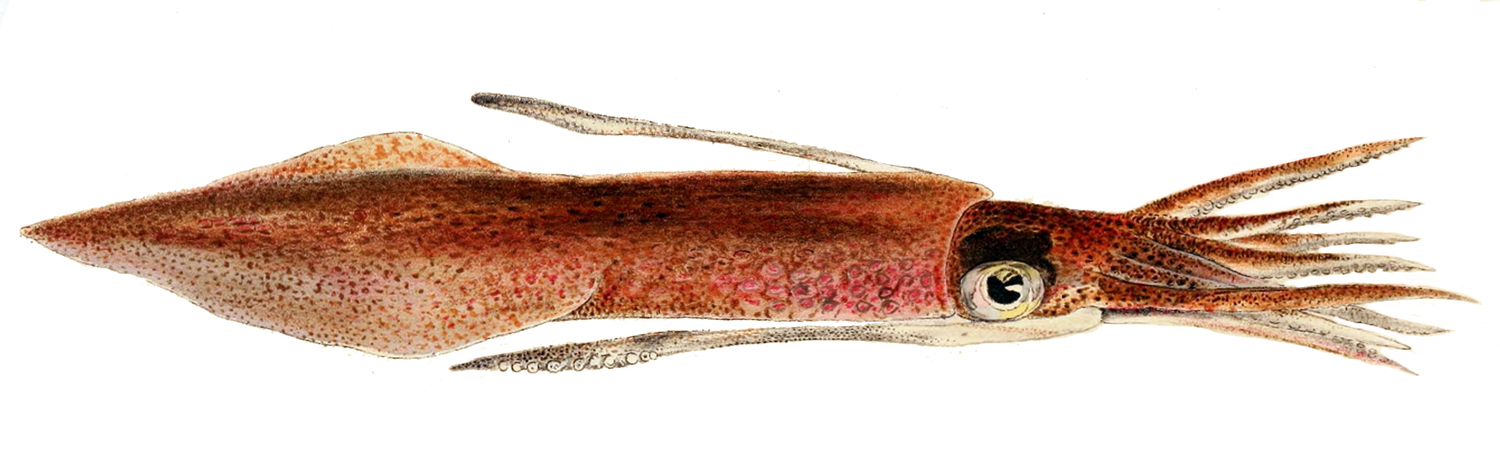
Ommastrephes bartramii
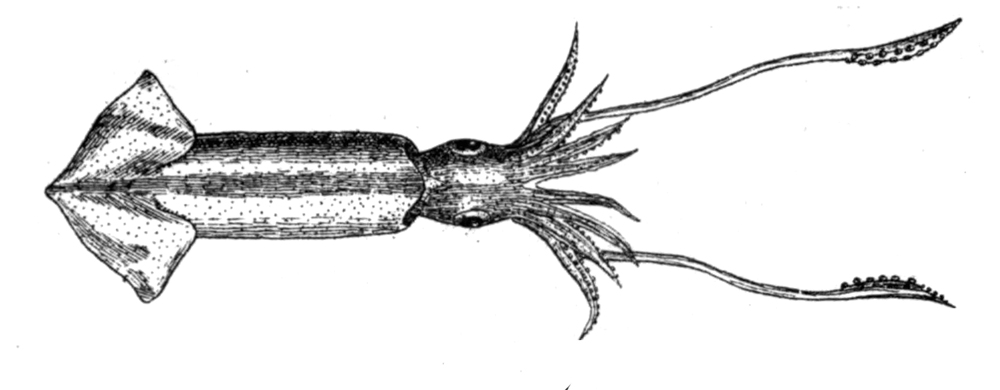
Sthenoteuthis oualaniensis
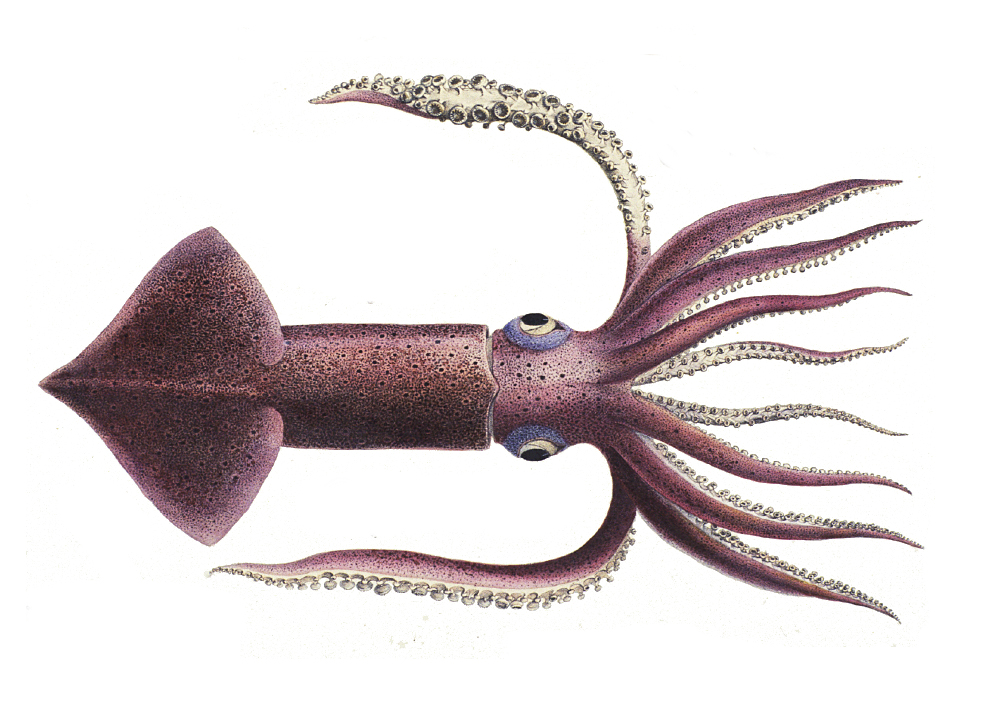
Todarodes sagittatus
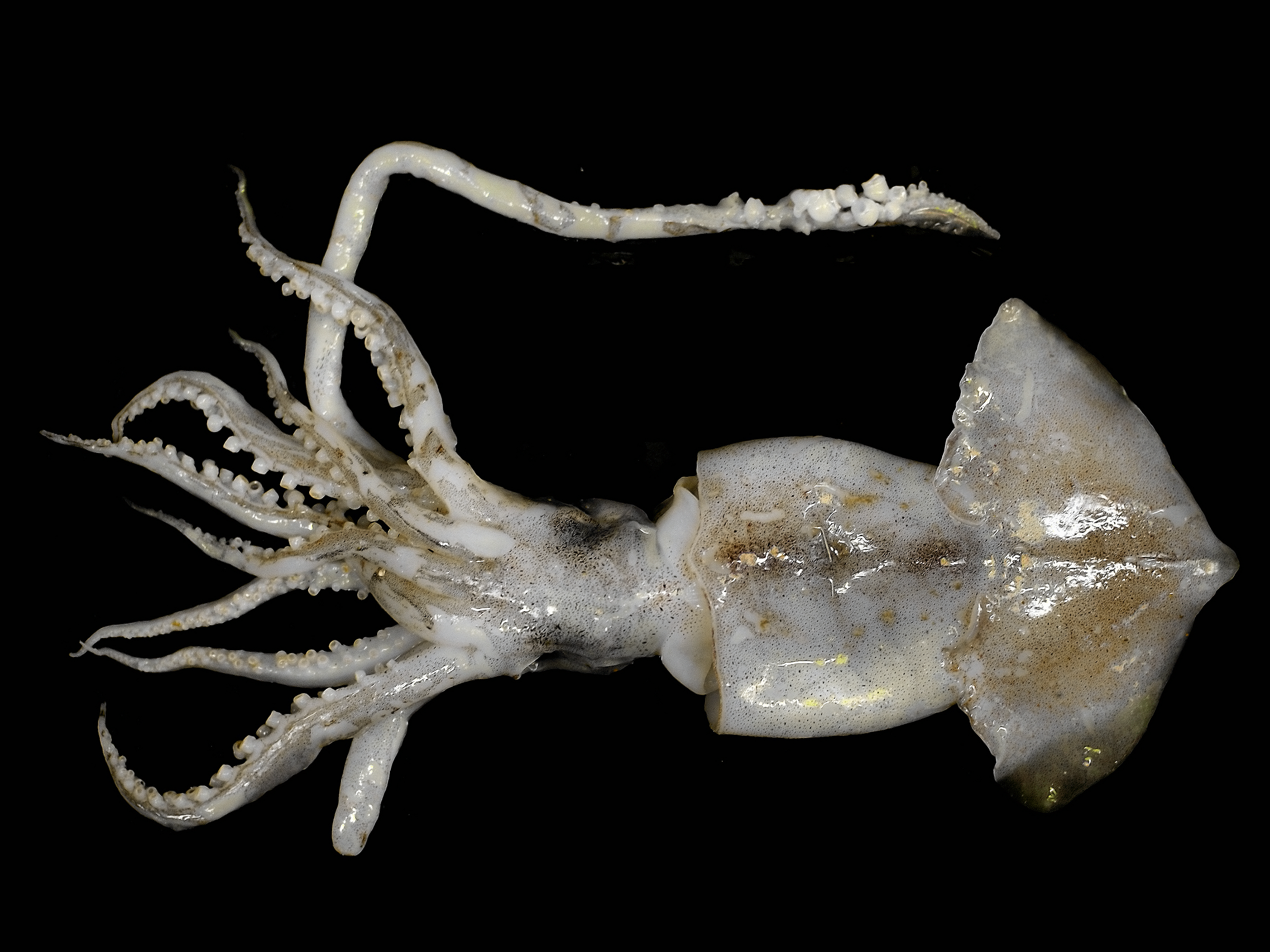
Todaropsis eblanae